# Trollskogen (rakouská hudební skupina)
Trollskogen (v překladu les trollů) je rakouská black metalová kapela z města Feldkirchen bei Graz ve spolkové zemi Štýrsko založená v roce 2001 dvěma hudebníky s pseudonymy S.M. (zpěv, kytara, baskytara) a F.A. (bicí).
První demo Vom vergess'nen Land vyšlo v roce 2001, debutové studiové album s názvem Der Weg zur Unendlichkeit pak v roce 2003 u německé firmy Darkland Records.
Logo kapely obsahuje siluetu trolla s trojzubcem v lese zakomponovaném v nápisu Trollskogen.

## Diskografie
Dema
- Vom vergess'nen Land (2001)
- A Tribute to the North (2002)
- Promo Tape November 2002 (2005)

Studiová alba
- Der Weg zur Unendlichkeit (2003)
- Totenwache (2005)
- Einsamkeit (2009)
- Die Weisheit des Einsiedlers (2016)